# 1686
Епоха великих географічних відкриттів •  Перша наукова революція • Річ Посполита •  Запорозька Січ •  Руїна

## Геополітична ситуація
Османську імперію очолює Мехмед IV (до 1687). Під владою османського султана перебувають Близький Схід та Єгипет, Середземноморське узбережжя Північної Африки, частина Закавказзя, значні території в Європі: Греція, Болгарія і Сербія. Васалами османів є Волощина та Молдова.
Священна Римська імперія — наймогутніша держава Європи. Її територія охоплює, крім німецьких земель, Угорщину з Хорватією, Богемію, Північну Італію. Її імператор — Леопольд I Габсбург (до 1705).
Габсбург Карл II Зачарований є королем Іспанії (до 1700). Йому належать Іспанські Нідерланди, південь Італії, Нова Іспанія, Нова Гранада та Нова Кастилія в Америці, Філіппіни. Королем Португалії є Педру II (до 1706). Португалія має володіння в Бразилії, в Африці, в Індії, в Індійському океані й Індонезії.
Північ Нідерландів займає Республіка Об'єднаних провінцій. Вона має колонії в Північній Америці, Індонезії, на Формозі та на Цейлоні. Король Франції — Людовик XIV (до 1715). Франція має колонії в Північній Америці. Король Англії — Яків II Стюарт (до 1688). Англія має колонії в Північній Америці, на Карибах та в Індії. Король Данії та Норвегії — Кристіан V (до 1699), король Швеції — Карл XI (до 1697). На Апеннінському півострові незалежні Венеціанська республіка та Папська область. Король Речі Посполитої — Ян III Собеський (до 1696). Формально царями Московії є Іван V (до 1696) та Петро I, фактичну владу тримає в своїх руках регентка Софія Олексіївна.
Україну розділено по Дніпру між Річчю Посполитою та Московією. Діють два гетьмани: Андрій Могила (польський протекторат) на Правобережжі, Іван Самойлович (московський протекторат) на Лівобережжі. На півдні України існує Запорозька Січ. Існують Кримське ханство, Ногайська орда.
В Ірані правлять Сефевіди.
Значними державами Індостану є Імперія Великих Моголів, в якій править Аурангзеб, султанат Голконда, Імперія Маратха. У Китаї править Династія Цін. У Японії триває період Едо.

## Події

### В Україні

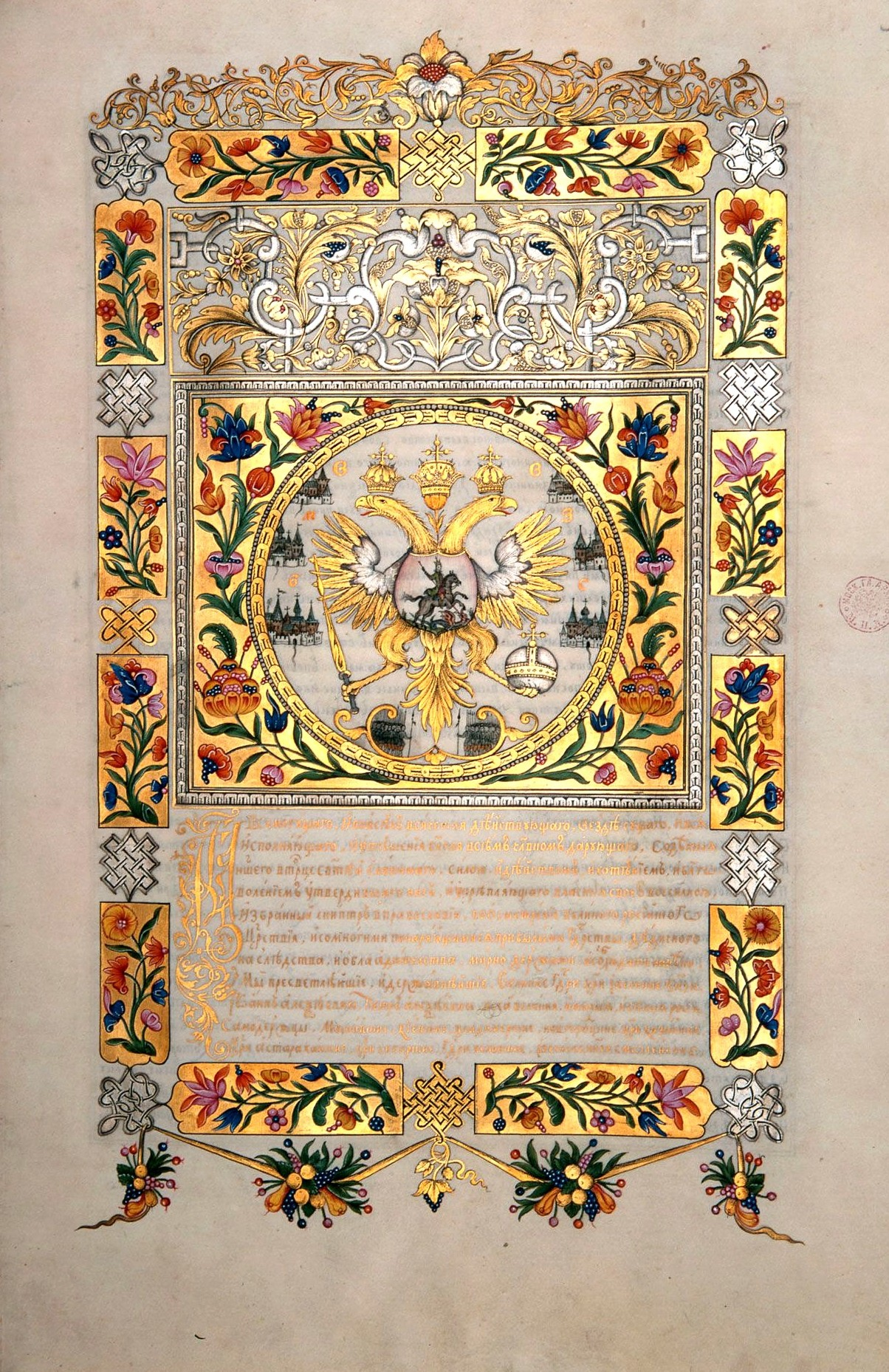
Вічний мир.

- 16 травня у Москві між Московським царством та Річчю Посполитою підписано так званий Вічний мир, за яким поляки визнали втрату Лівобережної України і Києва.
- Патріарх Константинопольський Діонісій IV (Dionysius IV Muselimes) надав право Московському Патріархові висвячувати Київського митрополита. Це рішення визнано актом хабарництва і скасоване у 1687 році.[1]
- Кошовими отаманами Запорозької Січі були Григорій Сагайдачний, потім Федір Іваник.

### У світі

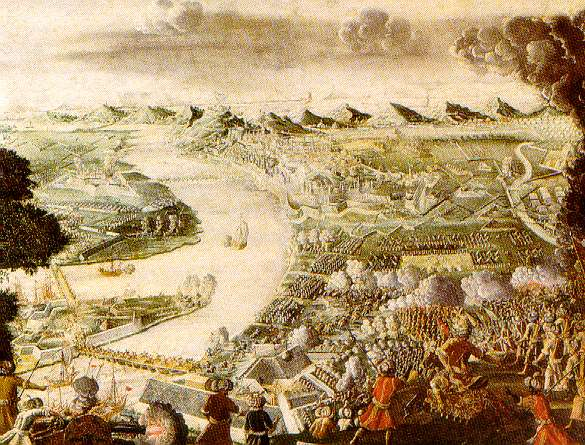
Звільнення від османів Буди

- Польські війська здійснили похід проти османів в Молдовське князівство, але змушені були відступити.
- 9 липня сім європейських держав заснували Аугсбурзьку лігу з метою зупинити експансію Французького королівства в Західній Європі.
- Московія, Бранденбург та Баварія приєдналися до Священної ліги проти Османської імперії.
- 2 вересня війська Священної ліги захопили Буду.
- Венеція вигнала османів з Мореї.
- Англійський король Яків II призначив членами Таємної ради чотирьох католицьких єпископів, що ознаменувало початок змови проти нього і планів зведення на трон Віллема III Оранського.
- У Швеції запроваджено церковний закон, який проголошував країну повністю лютеранською. Закон також зобов'язав священників навчати дітей читати й писати. Незабаром неписьменність у країні було подолано.
- Падишах Великих Моголів Аурангзеб захопив Біджапурський султанат.

### Наука і культура
- Французькому королю Людовику XIV видалили свищ прямої кишки — ця королівська операція стала відомою у всій Європі.
- У Парижі відкрилося кафе Прокоп — заклад громадського харчування, що працює і в XXI столітті.

## Народились
див. також Категорія:Народились 1686
- 24 травня — Даніель Габріель Фаренгейт, німецький хімік і фізик

## Померли
див. також Категорія:Померли 1686
- 25 листопада — Ніколас Стено, данський анатом і геолог.